# Kadriorgpark
Het Kadriorgpark is een park in de Estse hoofdstad Tallinn. Het werd in 1718 als het landgoed dat behoorde bij het Kadriorgpaleis van tsaar Peter de Grote. Rondom het park zitten behalve het Kadriorgpaleis ook de KUMU en het Mikkelmuseum. Alle drie de musea worden gerund door het Kunstmuseum van Estland. In 2011 werd door de landschapsarchitect Masao Sone een Japanse tuin aangelegd.